# Entephria veletaria
Entephria veletaria là một loài bướm đêm trong họ Geometridae.